# Готейн, Эберхард
Эберхард Готейн (нем. Eberhard Gothein; 29 октября 1853, Нёймаркт, Силезия (теперь Сьрода-Слёнска, Польша) — 13 ноября 1923, Берлин) — немецкий историк, экономист Специалист в области экономической истории. Член Баварской академии наук.

## Биография
Образование получил в Гейдельбергском университете, затем Бреслау.
Работал профессором в Карлсруэ (с 1885), Бонне (с 1890), Гейдельберге (с 1904). Один из представителей либерально-позитивистской оппозиции против господствовавшей в Германии прусской исторической школы Трейчке—Зибеля.

## Идеи
Автор ценных работ по культурной и хозяйственной истории (главным образом 15—17 вв.).
Причины социальных кризисов 15-16 вв. усматривал в том, что господствуюие классы недооценивали значение народных масс, не считались с народными движениями и не направляли их в интересах нужных политических и социальных реформ. Готейн, придерживавшийся либерально-позитивистских взглядов, отрывал историю народных движений от их социальяо-экономической основы, видел основное зло в сословной дискриминации крестьянства. Экономические исследования Готейна связаны главным образом с историей аграрного строя и промышленного развития Юго-Западной Германии — основаны на тщательном изучении местных и государственных архивов и содержат богатый фактич. материал.

## Избранные публикации
- Politische und religiöse Volksbewegungen vor der Reformation (1871),
- Die Aufgaben der Kulturgeschichte (1889),
- Schriften zur Kulturgesichte der Renaissance, Reformation und Gegenreformation (т. 1-2 1924).